# 저지섬의 기

저지섬의 기 비율 3:5

영국 국기가 들어간 저지섬의 기

저지섬의 기 (1981년 이전) 비율 3:5

저지섬의 상선기

저지섬의 상선 왕실기

저지섬의 기는 1979년 6월 12일에 제정, 1980년 12월 10일, 엘리자베스 2세에 의해 선포되었으며, 1981년 4월 1일에 공식으로 처음 게양되었다.
하얀색 바탕에 X자 모양의 빨간색 십자가 그려져 있는데, 십자가 위에는 저지섬의 문장이 그려져 있으며, 문장 위에는 노란색 플랜태저넷 왕관이 올려져 있다.
1981년 이전까지는 하얀색 바탕에 X자 모양의 빨간색 십자가 그려져 있는 형태의 기를 사용하였다.

## 같이 보기
- 영국의 국기